# Vivi Gioi
Vivi Gioi (eigentlich Vivienne Trumpy; * 2. Januar 1914 in Livorno; † 12. Juli 1975 in Fregene) war eine italienische Schauspielerin.

## Leben
Gioi, die Tochter einer Italienerin und eines Norwegers, war Ende der 1930er und bis Mitte der 1940er Jahre die Vorzeige-Blondine des italienischen Kinos. Mit ihrer schlanken Mannequin-Figur war die lebensfrohe Darstellerin die beliebteste Darstellerin der Telefoni-Bianchi-Komödien, von denen der Titel Bionda sotto chiave, ihr erster Film aus dem Jahr 1939, für die Wahrnehmung Giois programmatisch wirkt.
1936 hatte sie in einer kleinen Rolle des Films Ma non è una cosa seria begonnen, in der sie als Vivien Diesca als Hommage an den von ihr geliebten Vittorio De Sica auftrat. Ihre Mitwirkung im folgenden Film Mario Camerinis wurde fast gänzlich aus der veröffentlichten Version herausgeschnitten. Zwei Jahre später, ab 1939, drehte sie dann Film auf Film. Diese Arbeitswut trug spätestens ab 1942 Früchte, ab dem sie fraglos ein Star geworden war. Sie blieb gefragt und beliebt und spielte in ihrer ersten Nachkriegsrolle (und nach 2 Jahren Pause) in Giuseppe De Santis’ Caccia tragica die Rolle ihres Lebens, der einer hysterischen und grausamen Frau, die zu schlimmsten Kriegszeiten gegen die Partisanen arbeitet. Ein Silbernes Band als Auszeichnung für ihre Interpretation war der Lohn. Danach konnte der Film Gioi allerdings keine passenden Rollen mehr bieten; sie spielte bis 1951 vor allem einige heute vergessene Melodramen.
Bereits seit 1944 hatte sie mit Bühnenauftritten begonnen; sie spielte unter Luchino Visconti in Geschlossene Gesellschaft und in der Hochzeit des Figaro 1945/1946. In der Spielzeit 1947/1948 war sie in einem Ensemble und Carlo Ninchi und Aroldo Tieri unter Vertrag, zwei Jahre später u. a. mit Marcello Mastroianni, dann mit Vittorio Gassman, Edda Albertini und Massimo Girotti in der „Compagnia del Teatro Nazionale“ unter Guido Salvini. Weitere Höhepunkte ihres Theaterschaffens waren Dream Girl in der Regie von Morton DaCosta, La ragazza da portare in collo unter Alessandro Brissoni und Der Reigen (1959) von Arthur Schnitzler. Mit zwei neuen Stücken von Shelagh Delaney und Françoise Sagan beendete sie im selben Jahr ihre Bühnenkarriere.
Neben wenigen Fernsehauftritten in den 1950er Jahren war sie nach 1951 nur noch in vier Filmen in Nebenrollen zu sehen; die letzten beiden waren obskure Genrewerke des Italowesterns bzw. des Kriminalfilms.

## Filmografie (Auswahl)
- 1936: Ma non è una cosa seria
- 1942: Bengasi
- 1943: … und die Musik spielt dazu
- 1945: Ehemann auf Bestellung (Il marito povero)
- 1947: Tragische Jagd (Caccia tragica)
- 1950: Flucht vor dem Schicksal (La portatrice di pane)
- 1950: Frauen ohne Namen (Donne senza nome)
- 1968: Die sich in Fetzen schießen (Dio non paga il sabato)
- 1974: Il baco da seta